# Воще
Воще (словен. Vošče) — поселення в общині Радовлиця, Горенський регіон, Словенія. Висота над рівнем моря: 531,6 м.